# Derbent (Rosja)
Derbent (ros. Дербент) – miasto w Dagestanie, najdalej na południe położone miasto Rosji, pomiędzy Morzem Kaspijskim a odległym o 3 km Kaukazem. Około 125 tys. mieszkańców (2020). Przez miasto przebiega droga i kolej do Baku.
Nazwa miasta pochodzi z perskiego دربند (Darband), oznaczającego „zamknięte wrota”, i używana jest od V/VI wieku, tj. po przeniesieniu (relokacji) miasta przez szacha Kawada I z dynastii Sasanidów. Po wybudowaniu murów miasto broniło północnych granic Persji. W 2003 twierdza i stare miasto zostały wpisane na listę światowego dziedzictwa UNESCO.
Urodził się tu Antoni Tijewski (ur. 31 grudnia 1901, zm. wiosną 1940 w Katyniu) – porucznik rezerwy kawalerii Wojska Polskiego, kawaler Orderu Virtuti Militari, ofiara zbrodni katyńskiej.

## Demografia
Skład narodowościowy i etniczny na przestrzeni lat (według danych rosyjskich i radzieckich):
- 1897[3]:

1. Azerowie i Tatarzy: 9767 (66,67%)
2. Żydzi: 2181 (14,89%)
3. Rosjanie: 1004 (6,85%)
4. Ormianie: 621 (4,24%)
5. Awarowie i Andyjczycy: 278 (1,90%)
6. Polacy: 159 (1,09%)
7. Litwini: 140 (0,96%)
8. Lezgini: 133 (0,91%)

- 1959[4]:

1. Rosjanie: 12 310 (26,02%)
2. Żydzi i Żydzi górscy: 11 705 (24,74%)
3. Azerowie: 11 190 (23,65%)
4. Lezgini: 4589 (9,70%)
5. Dargijczycy: 1591 (3,36%)
6. Tabasaranowie: 1522 (3,22%)

- 1979[5]:

1. Azerowie: 17 875 (26,51%)
2. Żydzi i Żydzi górscy: 12 918 (19,16%)
3. Lezgini: 11 013 (16,33%)
4. Rosjanie: 10 404 (15,43%)
5. Tabasaranowie: 6183 (9,17%)
6. Dargijczycy: 2835 (4,20%)

- 2010:

1. Lezgini: 40 188 (33,71%)
2. Azerowie: 38 523 (32,32%)
3. Tabasaranowie: 18 839 (15,80%)
4. Dargijczycy: 6692 (5,61%)
5. Rosjanie: 4450 (3,73%)
6. Agulowie: 3775 (3,17%)

## Gospodarka
W mieście rozwinął się przemysł maszynowy, włókienniczy, spożywczy oraz materiałów budowlanych.

## Miasta partnerskie
- Gandża, Azerbejdżan
- Yakima, Stany Zjednoczone
- Hadera, Izrael